# Åhléns City
För andra betydelser, se Åhléns City (olika betydelser).
Åhléns City är ett varuhus på Norrmalm i centrala Stockholm. Byggnaden ligger på Klarabergsgatan 50 och upptar hela kvarteret Gripen. Åhléns City är Åhléns AB:s största enskilda varuhus med en omsättning som motsvarar nära 20 procent av företagets totala omsättning. Varuhuset ritades av arkitektkontoret Backström & Reinius Arkitekter AB, invigdes 9 september 1964 och tilldelades Kasper Salin-priset 1966. Byggnaden är blåmärkt av Stadsmuseet i Stockholm vilket innebär "att bebyggelsen bedöms ha synnerligen höga kulturhistoriska värden".

## Bakgrund

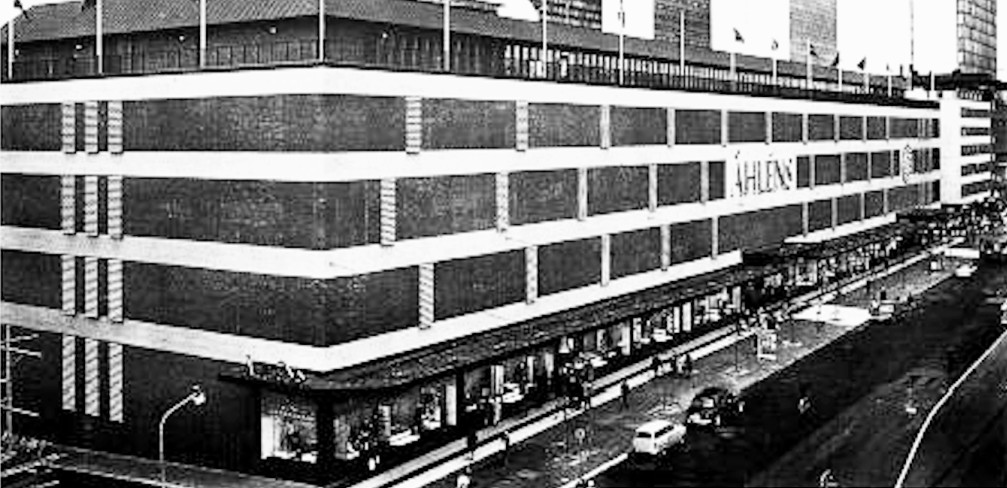
Ahlens City invigningen 1964.

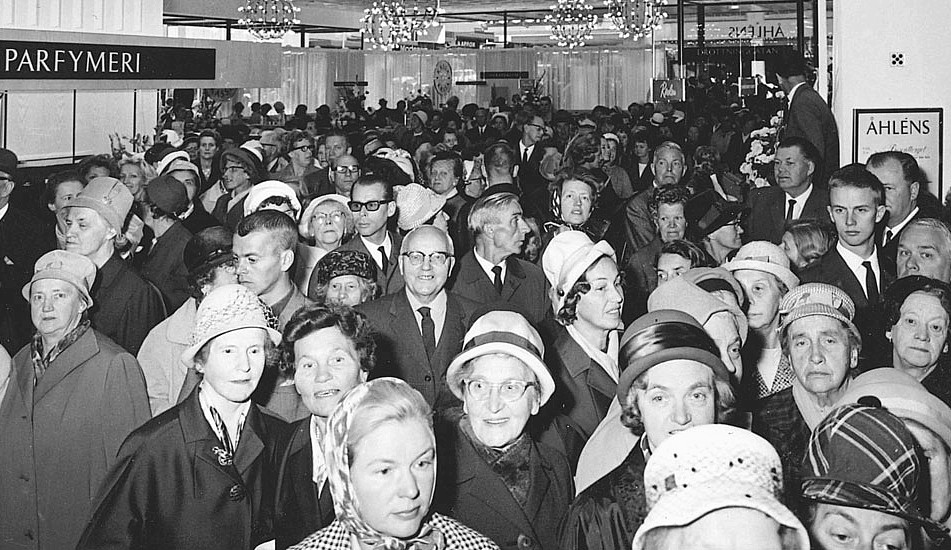
Publik anstormning, invigningsdagen den 9 september 1964.

På 1950-talet insåg ledningen för dåvarande Åhlén & Holm att omdaningen av Stockholms city skulle flytta stadskärnans mittpunkt från Hötorget till Sergels torg. Åhlén & Holm ägde då fastigheten vid Hötorget, det så kallade Tempohuset, där Kungshallen finns i dag.
Stockholms stad bytte Hötorgsfastigheten mot den fastighet där Åhléns City numera finns. Båda parter ansåg sig ha gjort en god affär, Stockholms stad erhöll en fastighet med ett högre värde och Åhlén & Holm fick en fastighet precis ovanför tunnelbaneknutpunkten T-Centralen och nära Stockholms centralstation. Den gamla bebyggelsen i kvarteret Gripen revs i början av 1960-talet, däribland Stockholms arbetareinstitut och Missionskyrkan Valhalla.

## Byggnad
Detaljplanen föreskrev ursprungligen en lågbebyggelse med tvåvåningshus och tre punkthus ovanför. Det ändrade Backström & Reinius och ritade, efter studier i amerikansk kommersiell arkitektur, en fönsterlös hög gatufasad utförd i mönstermurat tegel med omväxlande röda och vita band. Fasadelementens yta består av rött och vitglaserat tegel. Arkitekterna ville även undvika ljusreklam med neon och ansåg att fasadgestaltningen var reklam nog. På senare år har dock företaget valt att göra reklam med hjälp av stora fotoaffischer på fasaden.
Beställare var Åhlén & Holm AB, som fick bygglov 1962. Huset konstruerades av Jacobson & Widmark och uppfördes av Svenska Industribyggen AB (SIAB). I samband med grundläggningsarbetena 1963 och i närvaro av stadsantikvarie Tord O:son Nordberg och Åhléns dåvarande vd Gösta Åhlén murades en kopparkista in i husgrunden. Den innehöll 50 utvalda artiklar som representerade ett tvärsnitt av aktuella och typiska Åhlénsvaror. På invigningsdagen den 9 september 1964 besökte 25 000 personer Åhlens City.
Mot Klarabergsgatan domineras fasaden av en stor klocka och företagets namn i guldskrift. Klockan är formgiven av arkitekterna och tillverkad i koppar med äkta bladguld. Klockan är tid- och ljudsynkroniserad med Klara kyrka och Sveriges radio. Hela komplexet mäter 40 x 130 meter och kan nås både från Klarabergsgatan, Mäster Samuelsgatan och från T-centralen. Volymen omfattar fyra våningsplan under jorden. I källarplanet finns bland annat bilparkering i två plan. Byggnadens inre har under åren genomgått flera ombyggnader och renoveringar. Idag ägs fastigheten av Stefan Perssons fastighetsbolag Ramsbury Property AB.

## Bilder

Exteriör
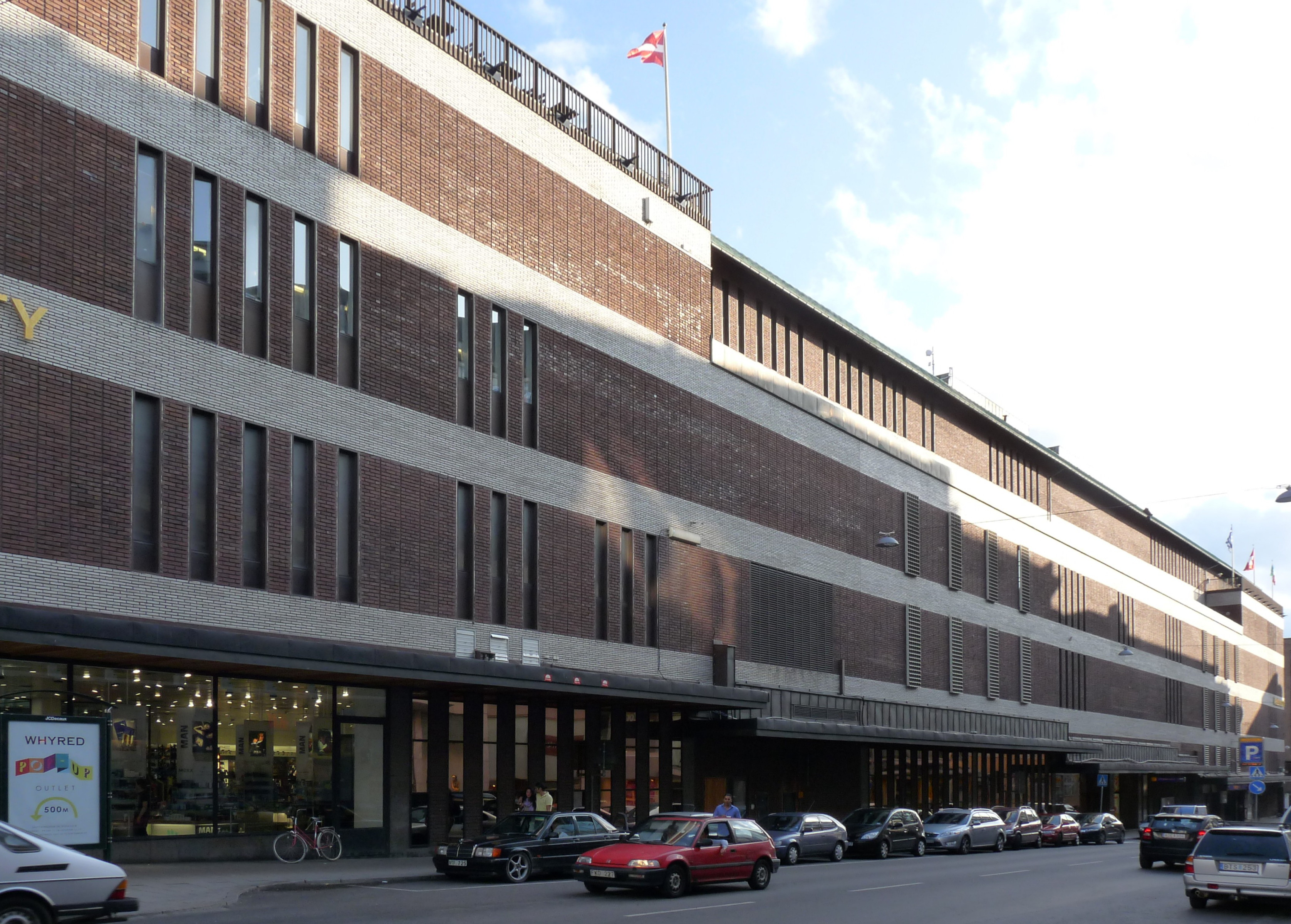
Fasad mot Mäster Samuelsgatan, 2009.
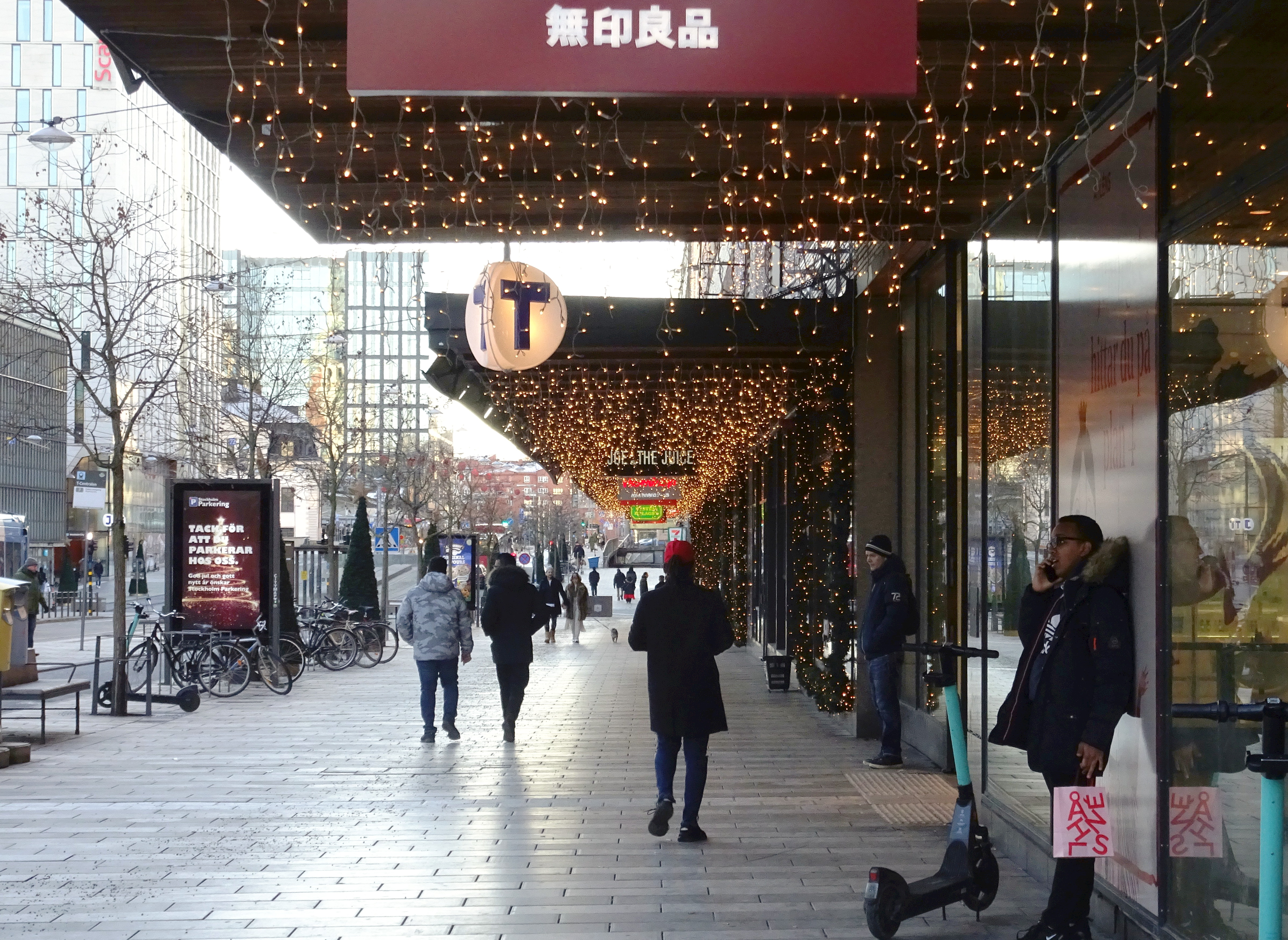
Skyltfönster mot Klarabergsgatan, 2020.
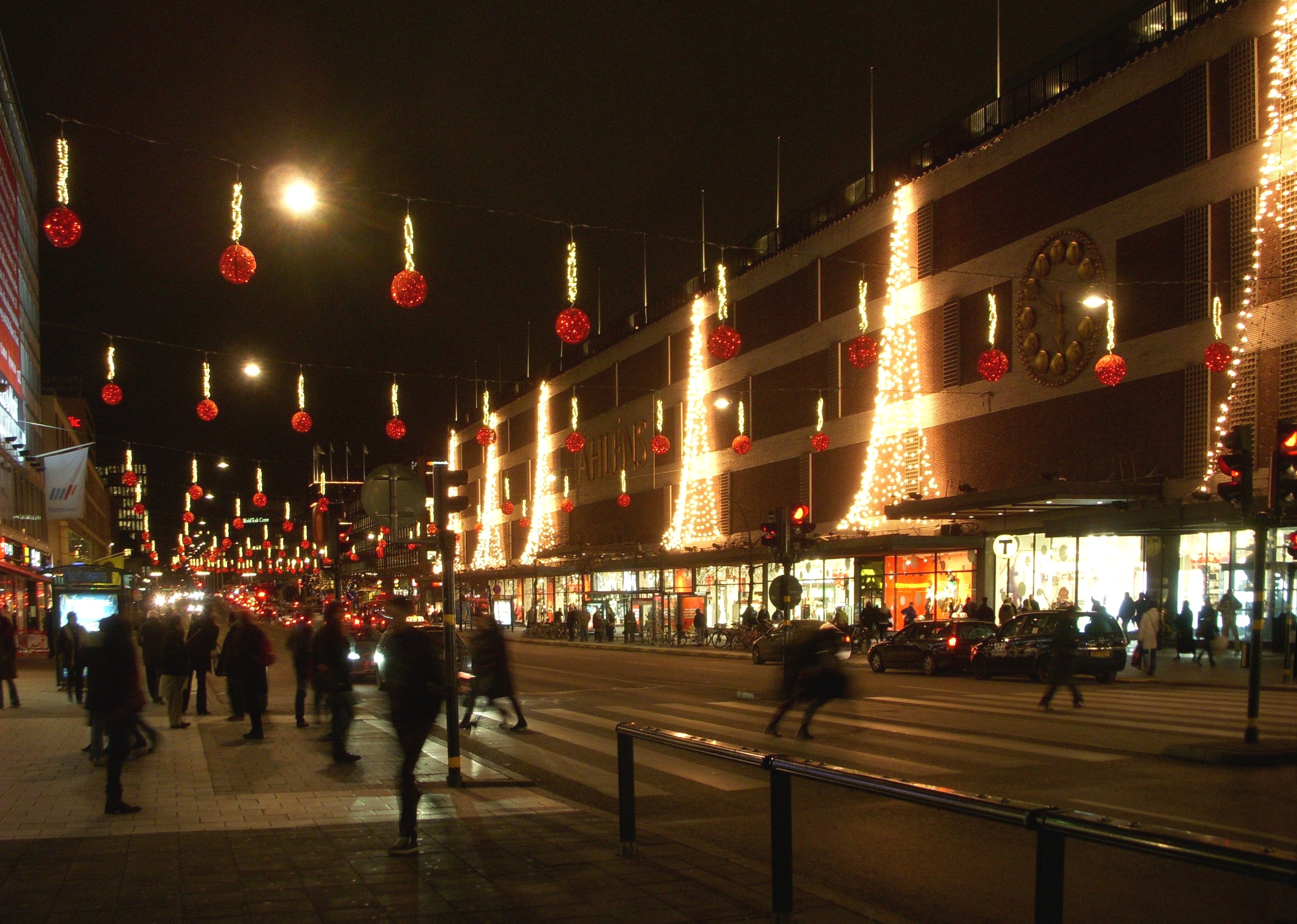
Åhléns City med julpynt 2011.
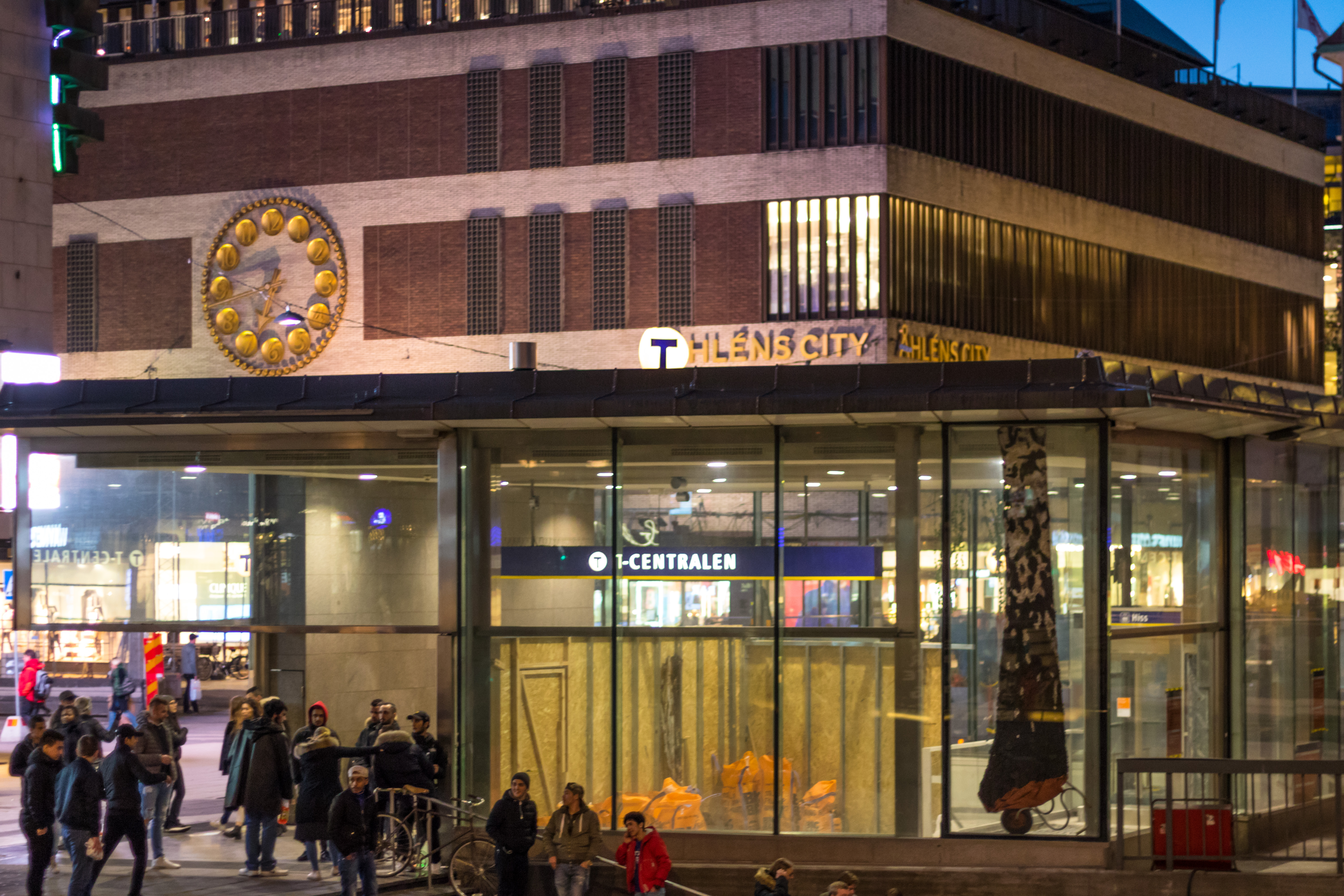
Hörnet Klarabergsgatan / Drottninggatan med nedgången till T-centralen i förgrunden.
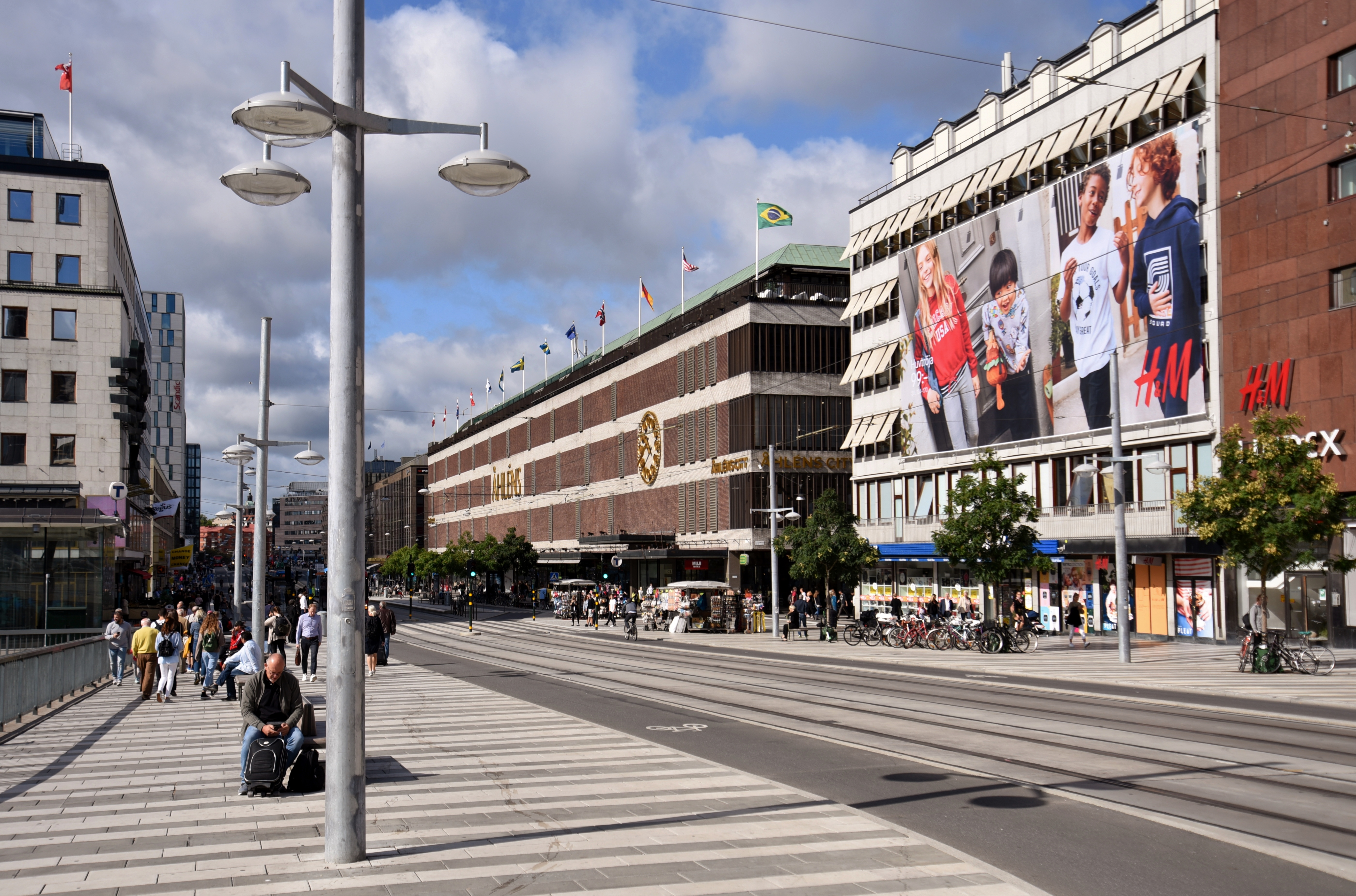
Klarabergsgatan västerut med Åhléns City till höger, 2019.
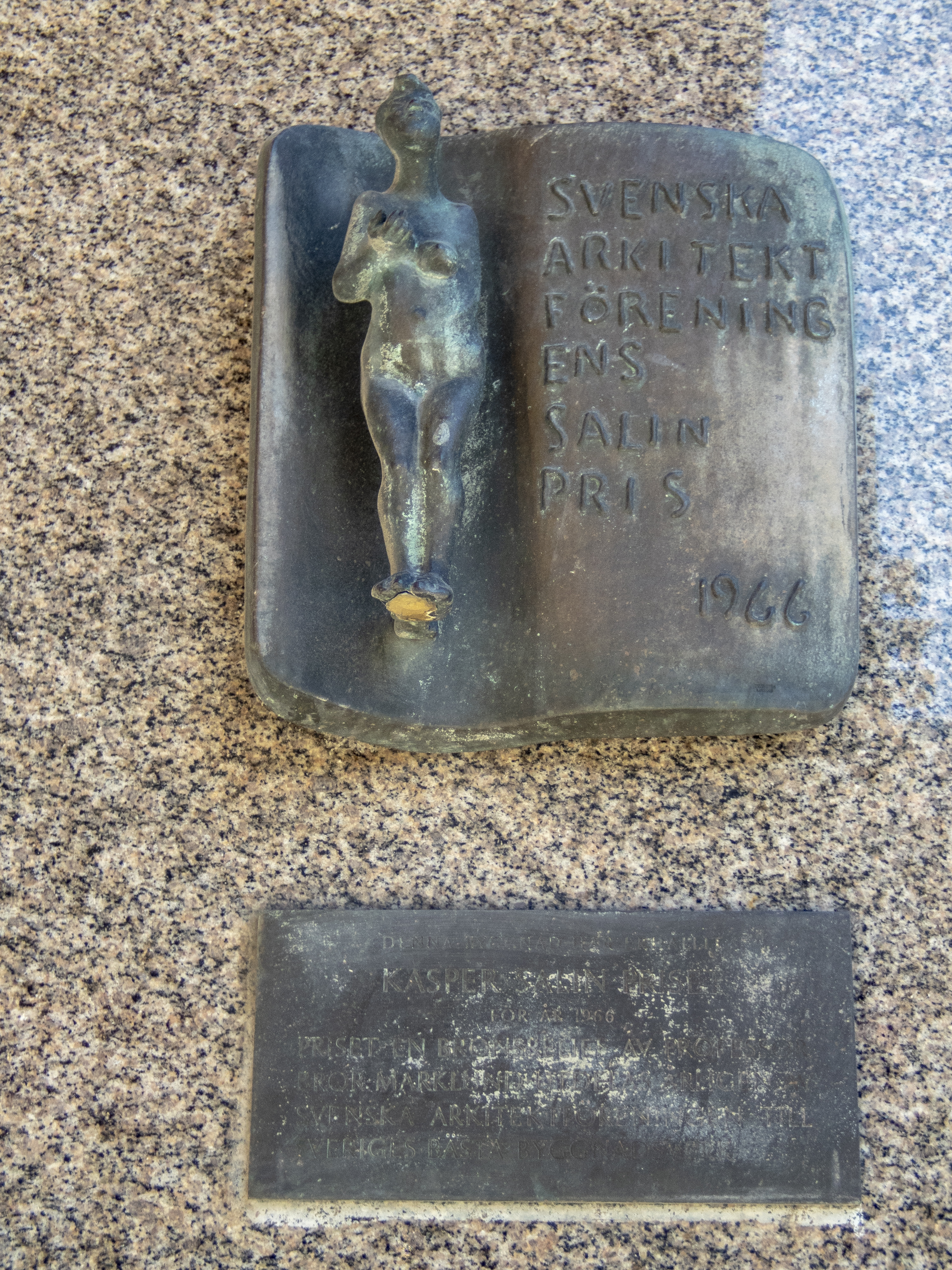
Kasper Salin pris-plaketten i hörnet Klarabergsgatan / Drottninggatan.

Interiör
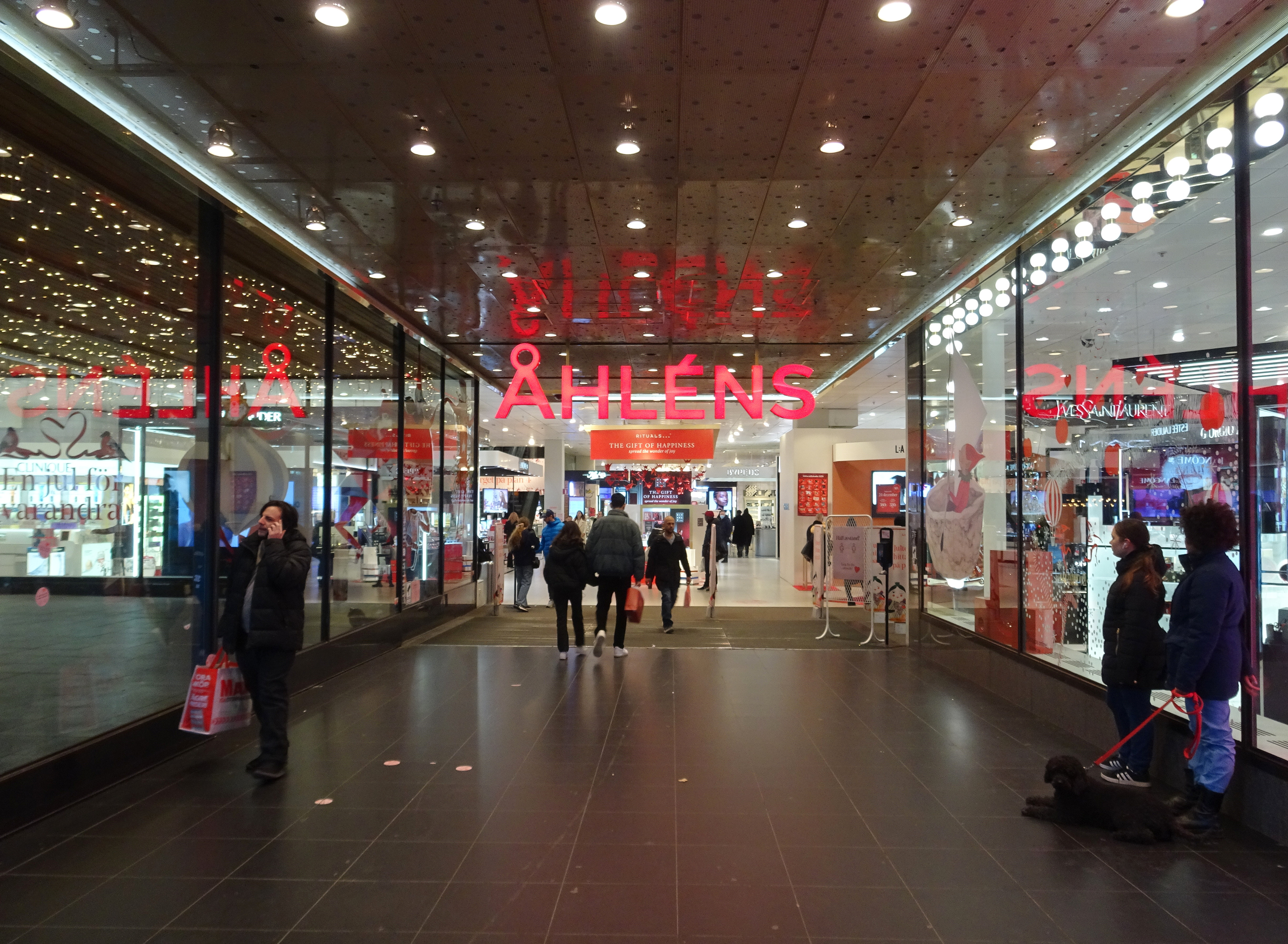
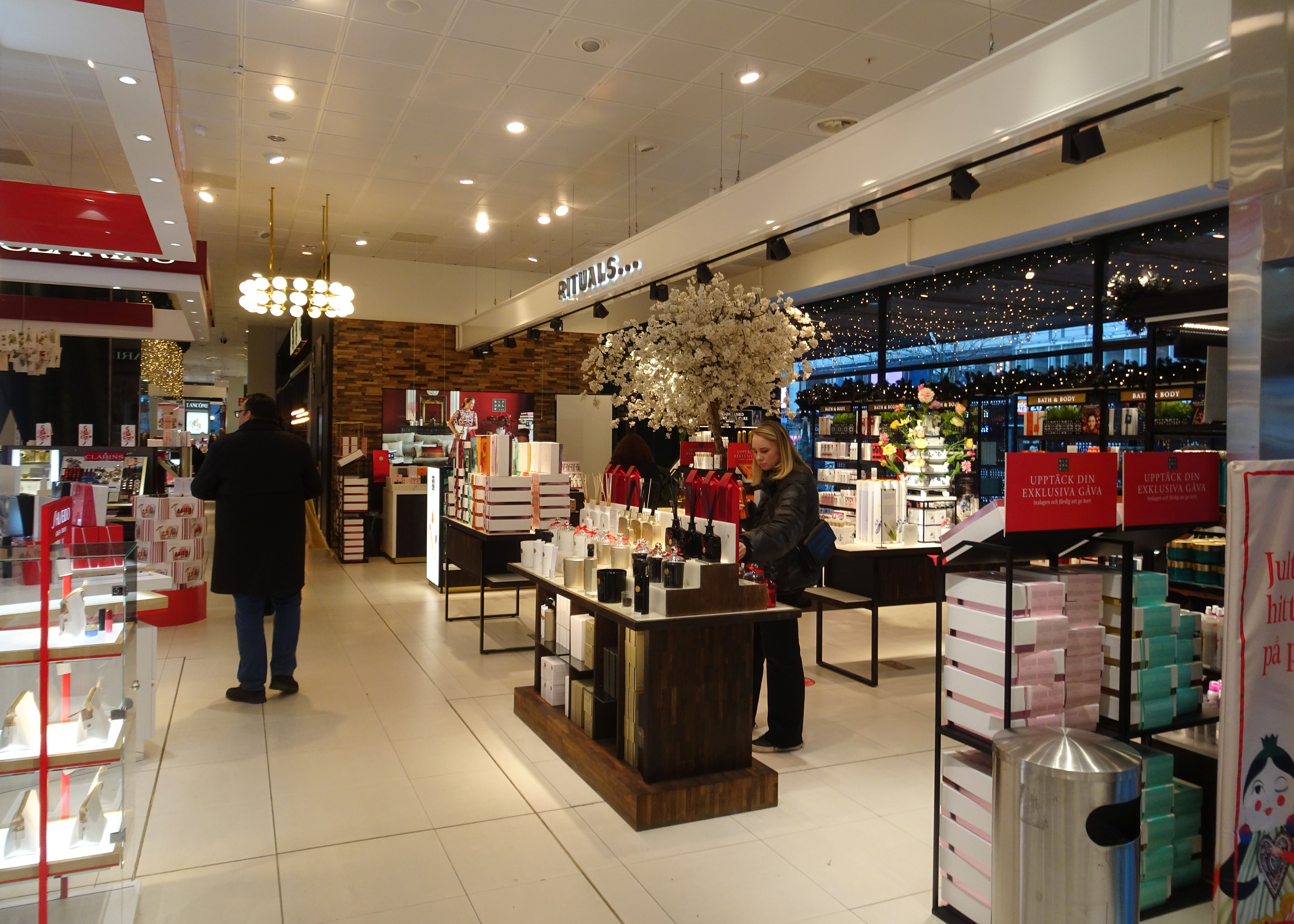
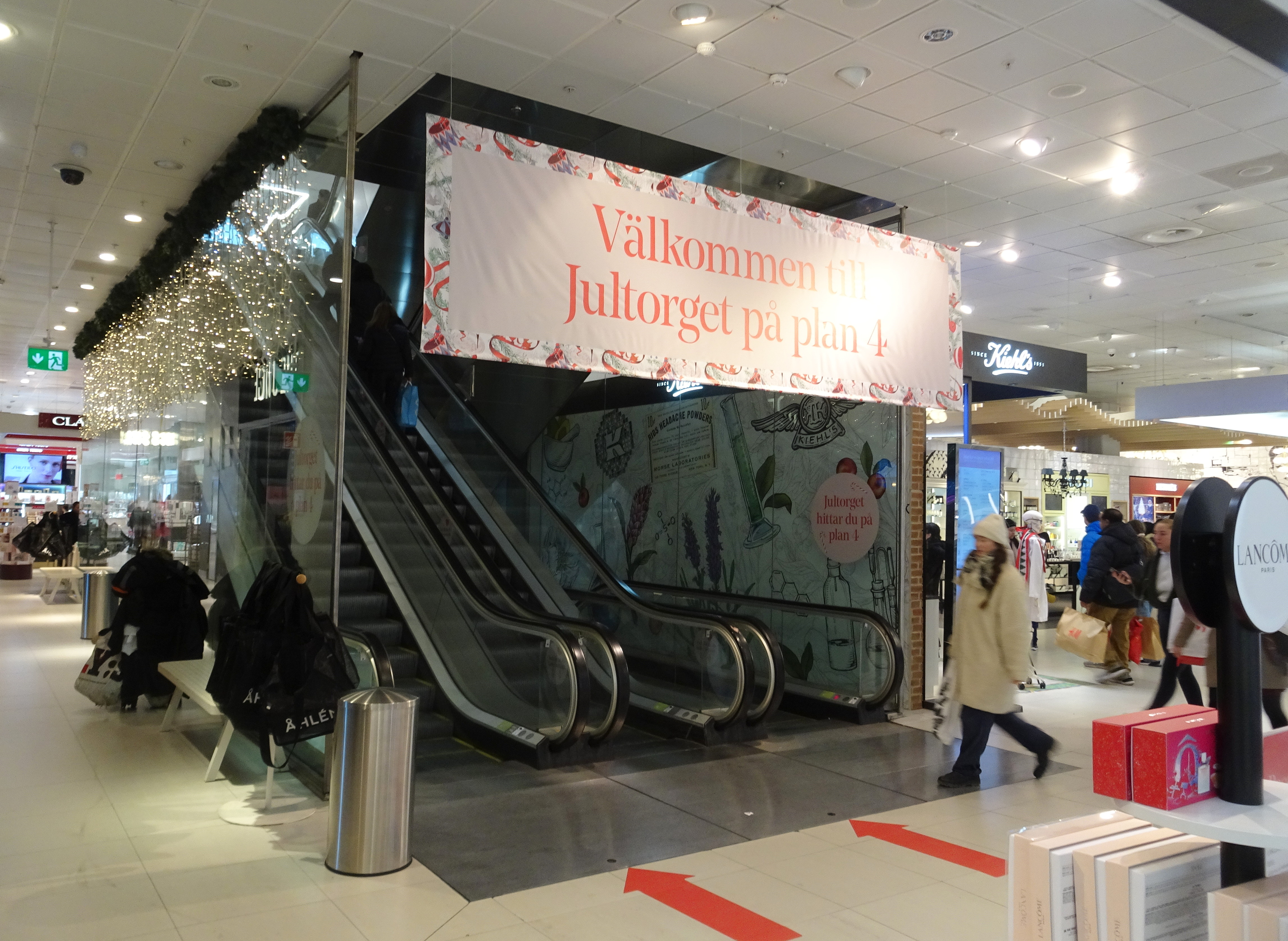
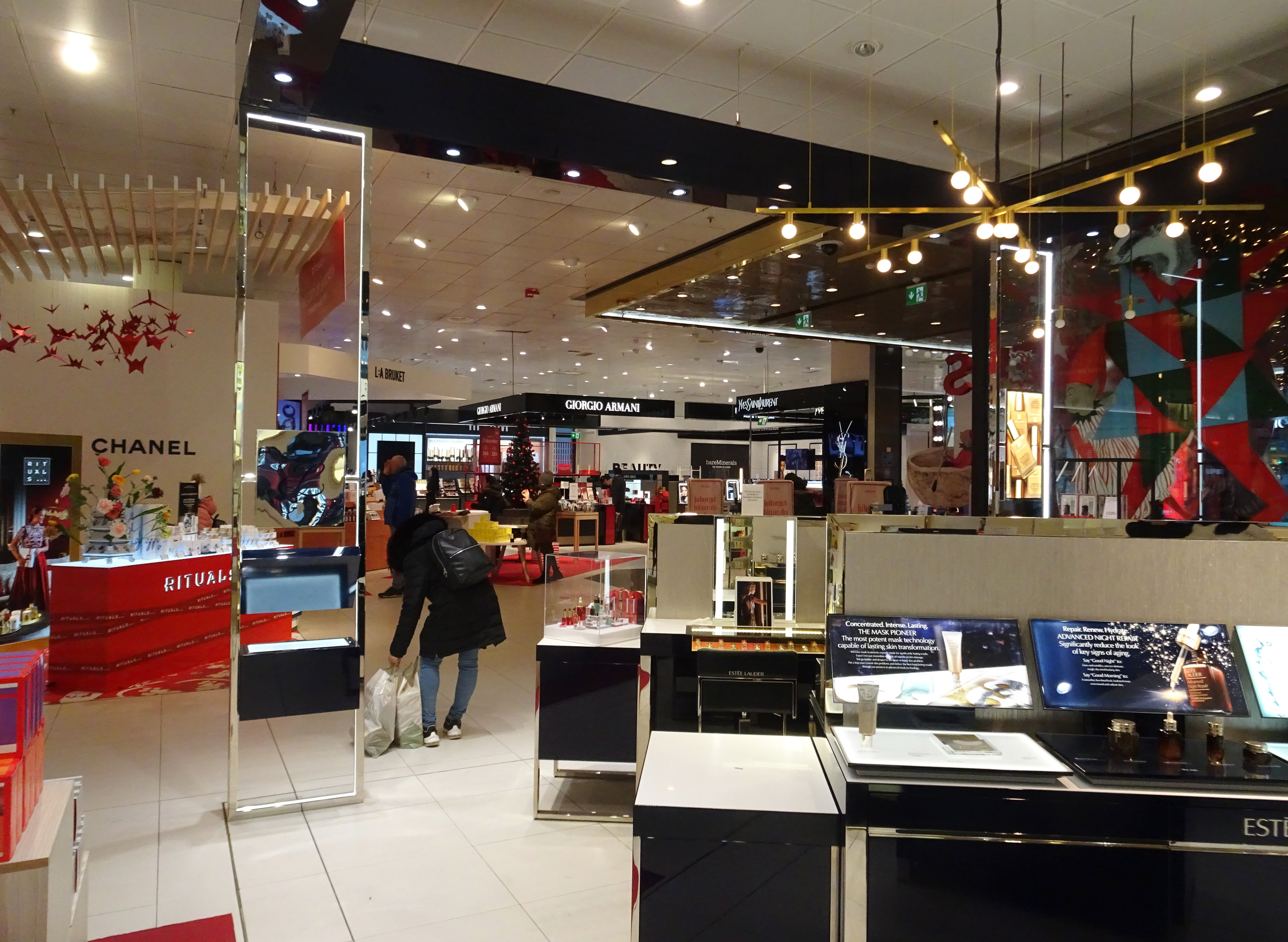
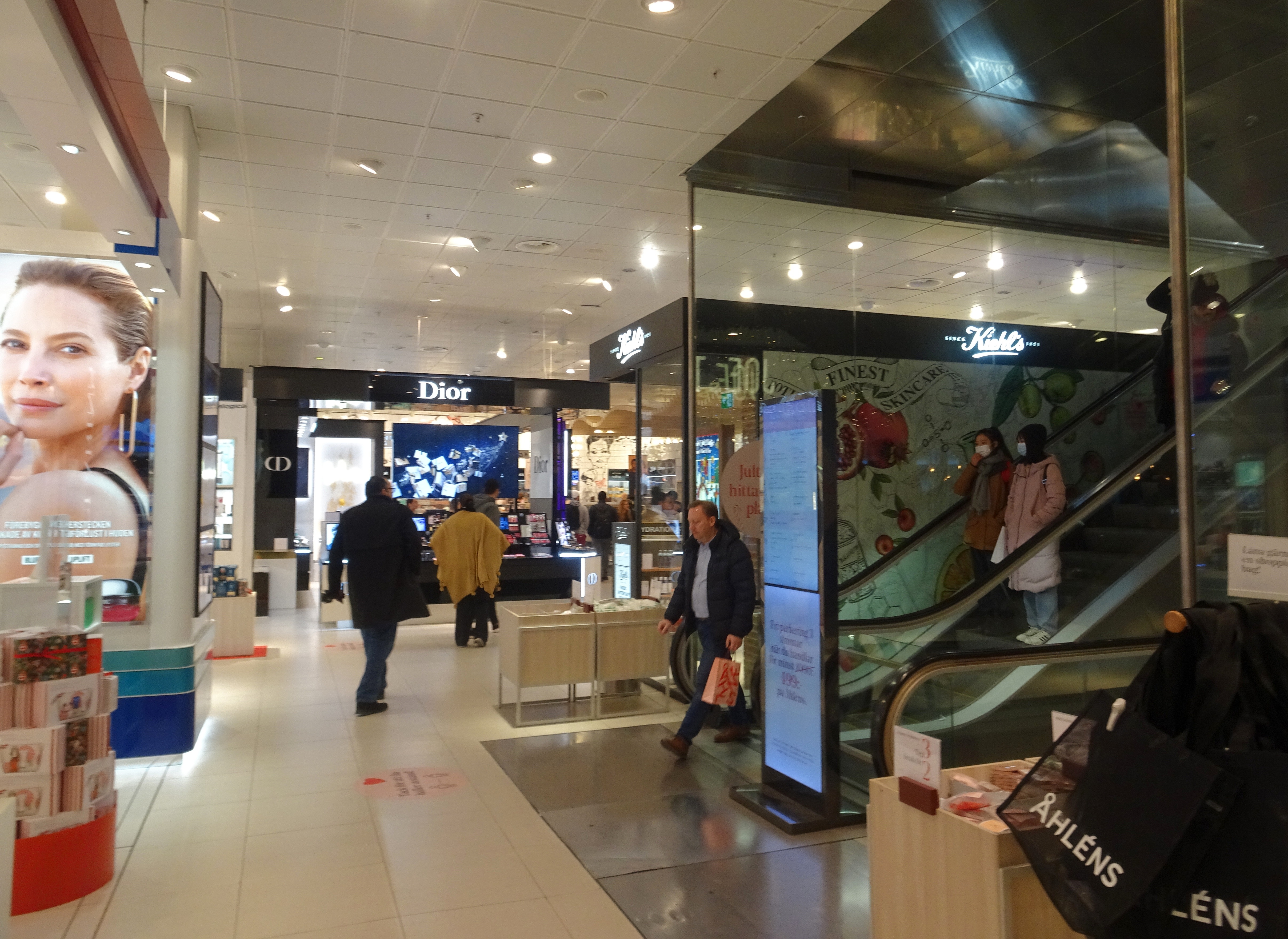